# مانويل كاربيو
مانويل كاربيو هو كاتب وفيلسوف وطبيب وشاعر وسياسي مكسيكي، ولد في 1 مارس 1791 في Cosamaloapan ‏ في المكسيك، وتوفي في 11 فبراير 1860 في مدينة مكسيكو في المكسيك.